# Taiwania cryptomerioides
Taiwania es un género monotípico de plantas fanerógamas perteneciente a la familia Cupressaceae. Su única especie: Taiwania cryptomerioides, es originaria del este de Asia, donde crece en las montañas del centro de Taiwán, y localmente en el suroeste de China, y cerca de Birmania y el norte de Vietnam. Está en peligro de extinción, en muchas áreas, por la tala ilegal por su valiosa madera.

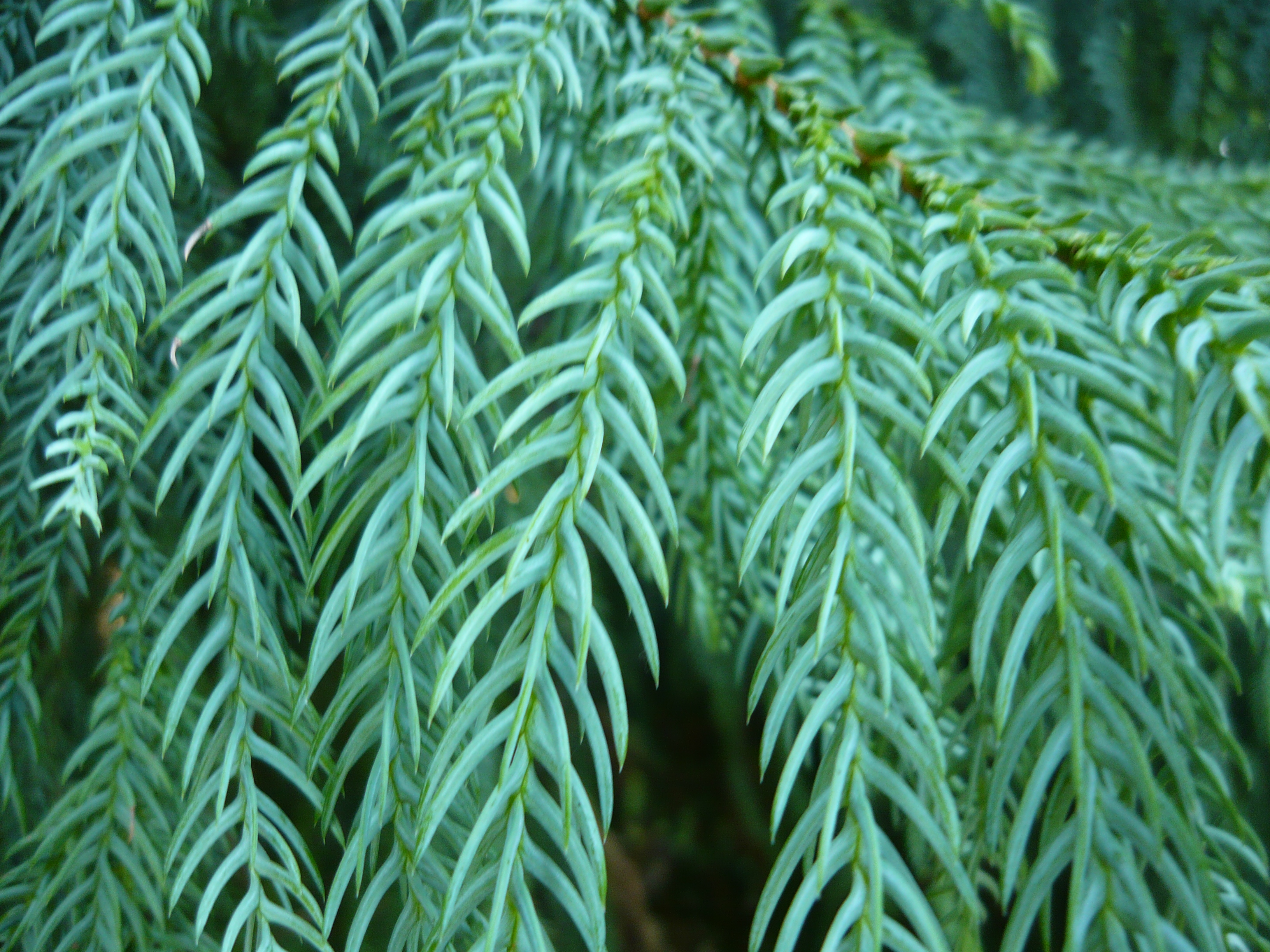
Detalle de las hojas

## Descripción
Es una de las especies de árbol más grande de Asia, alcanzando un tamaño de 80 m de altura y  un diámetro de tronco de hasta 4 m por encima de la base reforzada. Las hojas son aciculares o en forma de punzón y de 8-15 mm de largo en los árboles jóvenes de hasta unos 100 años, luego poco a poco, son cada vez más similares a escamas, de 3-7 mm de largo, en los árboles maduros. Los conos son pequeños, de 15-25 mm de largo, con cerca de 15-30 escamas finas y frágiles, cada escala con dos semillas .
Las poblaciones en el continente asiático se tratan como una especie distinta Taiwania flousiana por algunos botánicos, pero las diferencias alegadas entre éstos y la población taiwanesa no son consistentes cuando un número de muestras de cada zona se comparan.

## Usos
La madera es suave, pero resistente y atractiva con aroma picante, y estaba en muy alta demanda en el pasado, sobre todo para la construcción de templos y ataúdes. La rareza del árbol y su lento crecimiento en plantaciones significa que las reservas legales son ahora muy escasas, la especie tiene protección legal en China y Taiwán.

## Taxonomía
Taiwania cryptomerioides fue descrita por  Bunzō Hayata y publicado en Journal of the Linnean Society, Botany 37(260): 330–331, pl. 16. 1906.
Etimología
El género lleva el nombre de la isla de Taiwán, desde donde se dio a conocer a la comunidad botánica en 1910.
sinonimia
- Eotaiwania fushunensis Y.Yendo
- Taiwania cryptomerioides var. flousiana (Gaussen) Silba
- Taiwania flousiana Gaussen
- Taiwania fushunensis (Y.Yendo) Koidz.
- Taiwania yunnanensis Koidz.[4]